# Chloropsis cochinchinensis
Chloropsis cochinchinensis е вид птица от семейство Chloropseidae.

## Разпространение
Видът е разпространен в Камбоджа, Китай, Индонезия, Лаос, Малайзия, Мианмар, Тайланд и Виетнам.